# Asiatech

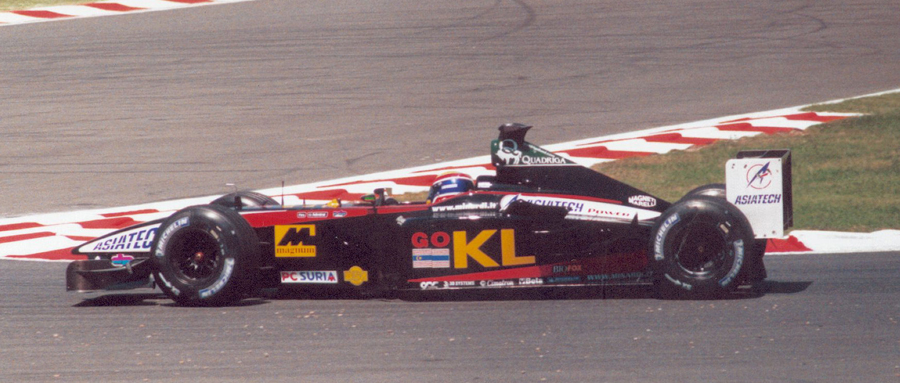
Minardi-Asiatech de Mark Webber en el Gran Premio de Francia de 2002.

Asia Motor Technologies France, conocida también por su nombre comercial Asiatech, o bien por sus siglas AMT, fue una empresa fundada en 2000 por el empresario John Gano, junto al ingeniero argentino Enrique Scalabroni, por intermedio de un grupo japonés de capital privado. 
Ingresó a Fórmula 1 como suministrador de motores en 2001, después de comprar los activos del programa de Peugeot de Fórmula 1, luego de que la marca francesa finalizaba su vínculo con el equipo Prost Grand Prix a finales del 2000.
Asiatech fue suministrador de motores V10 a Arrows en 2001 y luego a Minardi en 2002; solamente logró tres puntos en dos años. A finales de 2002, Asiatech desapareció debido a los problemas económicos.

## Resultados

### Fórmula 1
(Clave) (negrita indica pole position) (cursiva indica vuelta rápida)

| Año     | Escudería              | Chasis       | Motor        | Neu. | Pilotos          | 1   | 2   | 3   | 4   | 5   | 6   | 7   | 8   | 9   | 10  | 11  | 12  | 13  | 14  | 15  | 16  | 17  | Puntos | Pos. |
| ------- | ---------------------- | ------------ | ------------ | ---- | ---------------- | --- | --- | --- | --- | --- | --- | --- | --- | --- | --- | --- | --- | --- | --- | --- | --- | --- | ------ | ---- |
| 2001    | Orange Arrows Asiatech | Arrows A22   | 001 3.0 V10  | B    |                  | AUS | MYS | BRA | SMR | ESP | AUT | MON | CAN | EUR | FRA | GBR | GER | HUN | BEL | ITA | USA | JPN | 1      | 10.º |
| 2001    | Orange Arrows Asiatech | Arrows A22   | 001 3.0 V10  | B    | Jos Verstappen   | 10  | 7   | Ret | Ret | 12  | 6   | 8   | 10  | Ret | 13  | 10  | 9   | 12  | 10  | Ret | Ret | 15  | 1      | 10.º |
| 2001    | Orange Arrows Asiatech | Arrows A22   | 001 3.0 V10  | B    | Enrique Bernoldi | Ret | Ret | Ret | 10  | Ret | Ret | 9   | Ret | Ret | Ret | 14  | 8   | Ret | 12  | Ret | 13  | 14  | 1      | 10.º |
| 2002    | KL Minardi Asiatech    | Minardi PS02 | AT02 3.0 V10 | M    |                  | AUS | MYS | BRA | SMR | ESP | AUT | MON | CAN | EUR | GBR | FRA | GER | HUN | BEL | ITA | USA | JPN | 2      | 9.º  |
| 2002    | KL Minardi Asiatech    | Minardi PS02 | AT02 3.0 V10 | M    | Alex Yoong       | 7   | Ret | 13  | DNQ | DNS | Ret | Ret | 14  | Ret | DNQ | 10  | DNQ |     |     | 13  | Ret | Ret | 2      | 9.º  |
| 2002    | KL Minardi Asiatech    | Minardi PS02 | AT02 3.0 V10 | M    | Anthony Davidson |     |     |     |     |     |     |     |     |     |     |     |     | Ret | Ret |     |     |     | 2      | 9.º  |
| 2002    | KL Minardi Asiatech    | Minardi PS02 | AT02 3.0 V10 | M    | Mark Webber      | 5   | Ret | 11  | 11  | DNS | 12  | 11  | 11  | 15  | Ret | 8   | Ret | 16  | Ret | Ret | Ret | 10  | 2      | 9.º  |
| Fuente: |                        |              |              |      |                  |     |     |     |     |     |     |     |     |     |     |     |     |     |     |     |     |     |        |      |